# رودولفسهایم

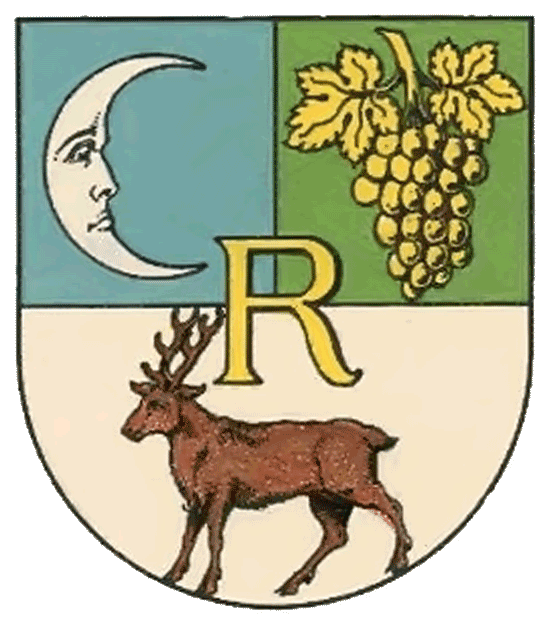
نماد رودولفسهایم محله‌ای از منطقه رودلفسهایم-فینفهاوس

رودولفسهایم (به آلمانی: Rudolfsheim) محله‌ای از منطقه رودلفسهایم-فینفهاوس در وین اتریش است.